# Welling United FC
A Welling United Football Club egy félprofi szövetségi labdarúgóklub, amelynek székhelye Welling, az angliai Bexley londoni kerületben található. A klub első csapata a National League South csapatában játszik, az angol futball hatodik szintjén.

## Története
A Welling United Football Klubot 1963-ban alapította Syd Hobbins volt profi futballista.  Ifjúsági csapatként indult, 1963–64 és 1970–71 között az Eltham & District Vasárnapi Ligában játszott egy parkban. 1971–72 és 1974–75 között a Metropolitan – London League Intermediate / Reserves divíziójában játszottak. 1975–76-ban a londoni Spartan League tartalék divíziójában játszottak. 1976-ban jutottak a londoni Spartan Ligába, az Eltham-i Butterfly Lane-ben. Welling 1976–77-ben a hatodik helyen végzett a 2. osztályban, és feljutott a Premier osztályba. 1977-ben Welling a Park View Road területére költözött, amely korábban az akkor már megszűnt Bexley Unitedhez tartozott. 1978-ban csatlakoztak az Athén Ligához. 1981-ben a Déli Labdarúgó Liga déli osztályába kerültek.
Alig egy ilyen idény után a klub a Déli Liga Premier Divíziójában találta magát, miután a bajnokságot átszervezték. 1985–86-ban 23 ponttal megnyerték a bajnoki címet, és feljutottak a Labdarúgó Konferenciába.
Bár küzdöttek a Konferenciában, 14 szezonban csak kétszer végeztek a 11. hely felett. Ebben az időszakban kupagyőzelemnek örvendtek, hat egymást követő szezonban bejutva az FA-kupa első fordulójába, egy alkalommal kikapva Kent egyetlen Labdarúgó Liga-csapatától, a Gillinghamtől. Egy alkalommal a harmadik fordulóban is megjelentek, 1–0-s vereséget szenvedtek a Park View Roadon a Blackburn Rovers ellen. A klub 1999–2000-ben kiesett, és visszatért a Déli Ligába.
A 2003–04-es szezonban a korábbi angol vb-játékos, Paul Parker irányításával a Wings a Déli Liga Premier divíziójának felső felében végzett, és ezért megszerezhette a helyét az újonnan alakult Conference South-ban. Ebben a szezonban Parker közös megegyezéssel elhagyta a klubot. Welling a Millwall-lal játszott az előszezon előtti barátságos mérkőzést a Park View Road-on.
A Coventry City és az Ír Köztársaság volt játékosa, Liam Daish vette át a csapat irányítását rövid időre, mielőtt az állandó tisztséget átadta a Norwich City és a Gillingham korábbi védőjének, Adrian Pennocknak, Pennock a 2006–07-es szezon végén hagyta el a klubot. 2007. május 16-án a Welling United Neil Smith-t nevezte ki a csapatmenedzsernek. Mindazonáltal, csak hét hónapig tartó felelősségvállalás után, 2008. január 7-én Smith elvált a klubtól.